# Saison 5 de Bones
Chronologie
Saison 4 Saison 6
Cet article présente les vingt-deux épisodes de la cinquième saison de la série télévisée américaine Bones.

## Synopsis
Une experte en anthropologie, Temperance Brennan, et son équipe à l'institut Jefferson (une allusion au Smithsonian Institution) est appelée à travailler en collaboration avec le FBI dans le cadre d'enquêtes criminelles, lorsque les méthodes classiques d'identification des corps ont échoué. Temperance travaille à partir des squelettes (d'où son surnom éponyme de la série : Bones, qui signifie « ossements », en anglais). Celle-ci est épaulée par un agent du FBI, Seeley Booth, avec lequel elle entretient des rapports tantôt conflictuels, tantôt complices voire plus. Elle s'appuie également sur son équipe de scientifiques : Angela Monténégro, la meilleure amie de Brennan, qui a inventé un logiciel pour reconstituer une scène de crime en images tridimensionnelles, le Dr Jack Hodgins, expert en insectes, spores et minéraux, le Dr Camille Saroyan, expert légiste, mais surtout la supérieure hiérarchique de Brennan et aussi de plusieurs assistants. Il y a également le Dr Lance Sweets, jeune psychologue qui collabore avec Booth sur les techniques d'interrogatoire et de profilage criminel.

## Distribution

### Acteurs principaux
- Emily Deschanel (VF : Louise Lemoine Torrès) : Dr Temperance « Bones » Brennan
- David Boreanaz (VF : Patrick Borg) : Agent spécial Seeley Joseph Booth
- Michaela Conlin (VF : Chantal Baroin) : Angela Montenegro
- T.J. Thyne (VF : Thierry Kazazian) : Dr Jack Hodgins
- Tamara Taylor (VF : Annie Milon) : Dr Camille Saroyan
- John Francis Daley (VF : Damien Ferrette) : Dr Lance Sweets

### Acteurs récurrents
- Patricia Belcher (VF : Julie Carli) : Caroline Julian (5 épisodes)
- Ryan O'Neal (VF : Hervé Jolly) : Max Keenan (3 épisodes)
- Tiffany Hines : Michelle Welton (3 épisodes)
- Diedrich Bader (VF : Sébastien Desjours) : Andrew Hacker (3 épisodes)
- Ty Panitz : Parker Booth (2 épisodes)
- Brendan Fehr : Jared Booth (2 épisode)
- Ralph Waite (VF : Jean-François Lalet) : Hank Booth (1 épisode)
- Elon Gold : Dr Paul Lidner (1 épisode)
- Deirdre Lovejoy : Heather Taffet alias « Le Fossoyeur » (1 épisode)

#### Les assistants duDrBrennan
- Eugene Byrd (VF : Pascal Nowak) : Dr Clark Edison (4 épisodes)
- Carla Gallo (VF : Laura Préjean) : Daisy Wick (4 épisodes)
- Michael Terry (VF : Nicolas Beaucaire) : Wendell Bray (4 épisodes)
- Pej Vahdat (VF : Jérémy Prevost) : Arastoo Vaziri (3 épisodes)
- Ryan Cartwright (VF : Jérôme Berthoud) : Vincent Nigel-Murray (2 épisodes)
- Joel David Moore (VF : Vincent de Bouard) : Colin Fisher (1 épisode)

### Invités
- Cyndi Lauper (VF : Isabelle Ganz) : Avalon Harmonia, une voyante (épisode 1)
- Zooey Deschanel : Margaret, une cousine éloignée du Dr Brennan venue fêter Noël. (épisode 10)
- Billy Gibbons (VF : Thierry Buisson) : il apparaît en interprétant son propre rôle. C'est le père d'Angela Monténégro. (épisode 22)

## Liste des épisodes
1. Les Messagers
2. Les diamants sont éternels
3. Le Jeune Prodige
4. Un bon voisin
5. Anok
6. Chair de poule
7. Iron Leprechaun
8. Combustion spontanée
9. L'Écran de la mort
10. Noël en famille
11. X-Files
12. Secret d'État
13. Apparences trompeuses
14. Les Cornes du Diable
15. Séisme
16. Première Enquête
17. Le Boucher de Burtonsville
18. L'Océan de la vie
19. Rock'n'Roll turpitudes
20. Le Cercle de Moonwick
21. Le Procès
22. La Fuite en avant

### Épisode 1:Les Messagers
- Canada : 16 septembre 2009 sur Global[1]
- États-Unis : 17 septembre 2009 sur FOX
- France : 6 janvier 2010 sur M6
- Québec : 31 août 2010 sur Séries+
- Belgique : 21 septembre 2010 sur RTL-TVI

- États-Unis : 10,36 millions de téléspectateurs[2] (première diffusion)
- Canada : 1,76 million de téléspectateurs[3]
- France : 3,6 millions de téléspectateurs[réf. souhaitée] (première diffusion)

- Cyndi Lauper (Avalon Harmonia)
- Patricia Belcher (Caroline Julian)
- Michael Bryan French (Tom Fargood/Alexander Gallo)

### Épisode 2:Les diamants sont éternels
- Canada : 23 septembre 2009 sur Global
- États-Unis : 24 septembre 2009 sur FOX
- France : 13 janvier 2010 sur M6
- Québec : 7 septembre 2010 sur Séries+
- Belgique : 21 septembre 2010 sur RTL-TVI

- États-Unis : 9,12 millions de téléspectateurs[4] (première diffusion)
- Canada : 2,111 millions de téléspectateurs[5]

- Michael Grant Terry (Wendell Bray)
- Christopher B. Duncan (Arthur Rutledge)
- Michael Arden (Harold Prescott)
- Emily Foxler (Lena Brodsky)
- Riki Lindhome (Mandy Summers)
- Katherine Kamhi (Officer Lisa Kopek)
- J.J. Soria (Pedro Marquez)

### Épisode 3:Le Jeune Prodige
- Canada : 30 septembre 2009 sur Global
- États-Unis : 1er octobre 2009 sur FOX
- France : 20 janvier 2010 sur M6
- Québec : 14 septembre 2010 sur Séries+
- Belgique : 28 septembre 2010 sur RTL-TVI

- États-Unis : 9,43 millions de téléspectateurs[6] (première diffusion)
- Canada : 2,229 millions de téléspectateurs[7]

- Eugene Byrd (Clark Edison)
- Tiffany Hines (Michelle Welton)
- Michael B. Jordan (Perry Wilson)
- Jennifer Parsons (Rebecca Yoder)
- Randy Oglesby (en) (Daniel Yoder)
- Reider Niklewicz-Larsen (Levi Yoder)
- Stephanie Turner (Sarah)
- Brian Letscher (Amos)
- Drew James (Josef Beachy)
- Kaitlin Doubleday (Karin Lin)
- Arjay Smith (Tony Salinas)
- Marcia Ann Burrs (Eleanor Turner)

### Épisode 4:Un bon voisin
- Canada : 7 octobre 2009 sur Global
- États-Unis : 8 octobre 2009 sur FOX
- France : 27 janvier 2010 sur M6
- Québec : 21 septembre 2010 sur Séries+
- Belgique : 28 septembre 2010 sur RTL-TVI

- États-Unis : 10,29 millions de téléspectateurs[8] (première diffusion)
- Canada : 2,271 millions de téléspectateurs[9]

- Pej Vahdat (Arastoo Vaziri)
- Billy Gardell (Bob Sayles)
- Conor Dublin (Elliot Lindbergh)
- Reggie Austin (James Perry)
- Paula Newsome (Kelly Bessette)
- Cheryl White (Mary Kay Sayles)
- Leonardo Nam (Nate Grunenfelder)
- Amy Gumenick (Paige Sayles)
- Ty Panitz (Parker Booth)
- Josie Davis (Paula Lindbergh)
- Rob Mayes (Trey Johnson)

### Épisode 5:Anok
- Canada : 14 octobre 2009 sur Global
- États-Unis : 15 octobre 2009 sur FOX
- France : 2 février 2010 sur M6
- Québec : 28 septembre 2010 sur Séries+
- Belgique : 5 octobre 2010 sur RTL-TVI

- États-Unis : 9,59 millions de téléspectateurs[10] (première diffusion)
- Canada : 2,416 millions de téléspectateurs[11]

- Diedrich Bader (Andrew Hacker)
- Mozhan Marno (Azita Jabbari)
- Eli Goodman (Alexander Landau)
- Carla Gallo (Daisy Wick)
- Kasey Mahaffy (Leland Frankel)
- Andy Umberger (Steven Turnbull)

### Épisode 6:Chair de poule
- Canada : 4 novembre 2009 sur Global
- États-Unis : 5 novembre 2009 sur FOX
- France : 9 février 2010 sur M6
- Québec : 5 octobre 2010 sur Séries+
- Belgique : 5 octobre 2010 sur RTL-TVI

- États-Unis : 8,66 millions de téléspectateurs[12] (première diffusion)
- Canada : 1,992 million de téléspectateurs[13]

- Michael Grant Terry (Wendell Bray)
- Sean Bridgers (John Collins)
- Andrew J. West (Josh Parsons)
- Tracy Middendorf (Gaynor Rabin)
- Steven M. Porter (Roy Meyers)
- Sufe Bradshaw (Gina McNamara)

### Épisode 7:Iron Leprechaun
- Canada : 11 novembre 2009 sur Global
- États-Unis : 12 novembre 2009 sur FOX
- France : 8 avril 2010 sur M6[14]
- Québec : 12 octobre 2010 sur Séries+
- Belgique : 12 octobre 2010 sur RTL-TVI

- États-Unis : 10,22 millions de téléspectateurs[15] (première diffusion)
- Canada : 2,281 millions de téléspectateurs[16]
- France : 2,9 millions de téléspectateurs (première diffusion)

- Stephen Fry (Dr Gordon Wyatt)
- Ryan Cartwright (Vincent Nigel-Murray)
- Dan Castellaneta (Officer Novarro)
- Debbie Lee Carrington (Gidget Jones)
- Everette Wallin (Carson)
- Jeremiah W. Birkett (George Alano)
- David Norona (Derek DaFonte)
- Wynn Everett (en) (Nicole DaFonte)
- Martin Klebba (Todd Moore)

### Épisode 8:Combustion spontanée
- Canada : 18 novembre 2009 sur Global
- États-Unis : 19 novembre 2009 sur FOX
- France : 15 avril 2010 sur M6
- Belgique : 12 octobre 2010 sur RTL-TVI
- Québec : 19 octobre 2010 sur Séries+

- États-Unis : 9,88 millions de téléspectateurs[17] (première diffusion)
- Canada : 1,98 million de téléspectateurs[18]
- France : 3,33 millions de téléspectateurs (première diffusion)

- Ralph Waite (Hank Booth)
- Eugene Byrd (Clark Edison)
- Sarah Rafferty (Katie Selnick)
- David Bowe (Howard Fileman)
- Adrienne Smith (Stephanie Simon)
- Carter MacIntyre (Office David Poe)
- Carla Renata (Maureen Mack)

### Épisode 9:L'Écran de la mort
- Canada : 2 décembre 2009 sur Global
- États-Unis : 3 décembre 2009 sur FOX
- Belgique : 19 octobre 2010 sur RTL-TVI[19]
- Québec : 26 octobre 2010 sur Séries+
- France : 28 octobre 2010 sur M6[19]

- États-Unis : 9,92 millions de téléspectateurs[20] (première diffusion)
- Canada : 2,213 millions de téléspectateurs[21]

- Joel David Moore (Colin Fisher)
- Laura Heisler (Jill Rifton)
- Kaylee Defer (Tory Payne)
- Oren Skoog (Billy Gabel)
- Jessalyn Wanlim (Dierdre Ryan)
- Jordan Orr (Doug Seeger)
- Evan Arnold (Keith Seeger)
- Sam Golzari (Chris Ballinger)
- Mickey Jones (Willie)
- Nick Nordella (Junior)
- Steven Christopher Parker (Barry)

### Épisode 10:Noël en famille
- Canada : 9 décembre 2009 sur Global
- États-Unis : 10 décembre 2009 sur FOX
- France : 26 août 2010 sur M6[22]
- Belgique : 19 octobre 2010 sur RTL-TVI
- Québec : 2 novembre 2010 sur Séries+

- États-Unis : 10,90 millions de téléspectateurs[23] (première diffusion)
- Canada : 1,996 million de téléspectateurs[24]

- Zooey Deschanel (Margaret Whitesell)
- Ryan O'Neal (Max Keenan)
- Matt McTighe (Santa)
- J.J. Boone (Teller)
- Melinda Page Hamilton (Georgia Hartmeyer)
- Carla Gallo (Daisy Wick)
- Dorian Missick (en) (Owen Thiel)
- Tiffany Hines (Michelle Welton)
- Wendy Phillips (Abby Chevaleer)
- Jack Kehler (Malaki Wallace)

Dans cet épisode, la cousine de Bones, Margaret, est interprétée par Zooey Deschanel, la sœur d'Emily Deschanel (la ressemblance des deux actrices est d'ailleurs un élément comique que l'on retrouve dans tout l'épisode).

### Épisode 11:X-Files
- États-Unis /  Canada : 14 janvier 2010 sur FOX / Global
- France : 26 août 2010 sur M6
- Belgique : 26 octobre 2010 sur RTL-TVI
- Québec : 9 novembre 2010 sur Séries+

- États-Unis : 10,67 millions de téléspectateurs[25] (première diffusion)
- Canada : 1,729 million de téléspectateurs[26]
- France : 3,74 millions de téléspectateurs (première diffusion)

- Michael Grant Terry (Wendell Bray)
- Ben Giroux (Sherriff Bonds)
- Kai Lennonx (Marvin Breekman)
- Dale Dickey (Marsha Vinton)
- Penny Johnson Jerald (Rachel Adams)
- Kelly E. Smith (Delmy Polanco)
- Dean Haglund (Blaine Miller)

- Une référence à la série X-Files : Aux frontières du réel est faite avec la sonnerie d'un téléphone qui se trouve être la musique du générique au début de l'épisode.
- Dean Haglund, qui interprétait Richard « Ringo » Langly dans X-Files apparaît dans cet épisode.

### Épisode 12:Secret d'État
- États-Unis /  Canada : 21 janvier 2010 sur FOX / Global
- France : 2 septembre 2010 sur M6
- Belgique : 26 octobre 2010 sur RTL-TVI
- Québec : 16 novembre 2010 sur Séries+

- États-Unis : 11,93 millions de téléspectateurs[27] (première diffusion)
- Canada : 1,679 million de téléspectateurs[28]
- France : 4,9 millions de téléspectateurs (première diffusion)

- Diedrich Bader (Andrew Hacker)
- Richard T. Jones (Mr. White)
- Scott Connors (Mr. Jones)
- Dylan Kenin (Mr. Smith)

### Épisode 13:Apparences trompeuses
- États-Unis /  Canada : 28 janvier 2010 sur FOX / Global
- France : 2 septembre 2010 sur M6
- Belgique : 2 novembre 2010 sur RTL-TVI[19]
- Québec : 23 novembre 2010 sur Séries+

- États-Unis : 12,37 millions de téléspectateurs[29] (première diffusion)
- Canada : 1,903 million de téléspectateurs[30]
- France : 4,9 millions de téléspectateurs (première diffusion)

- Brendan Fehr (Jared Booth)
- Ryan Cartwright (Vincent Nigel-Murray)
- Dilshad Vadsaria (Padme Dalaj)
- Cameron Bender (Chris Fife)
- Fay Masterson (Grace Bryson)
- Eltony Williams (Cyd Zigler)
- Greg Pitts (Lucas Pickford)
- Robert Gant (Coach Jason Hendler)
- Andre M. Johnson (Greg)
- Matt Crabtree (Duval Miltoe)
- Travis Wester (Jasper Alman)

### Épisode 14:Les Cornes du Diable
- Canada : 3 février 2010 sur Global
- États-Unis : 4 février 2010 sur FOX
- France : 9 septembre 2010 sur M6
- Belgique : 2 novembre 2010 sur RTL-TVI[19]
- Québec : 30 novembre 2010 sur Séries+

- États-Unis : 12,37 millions de téléspectateurs[31] (première diffusion)
- Canada : 1,595 million de téléspectateurs[32]
- France : 4,8 millions de téléspectateurs (première diffusion)

- Pej Vahdat (Arastoo Vaziri)
- Joshua Malina (Dr Adam Copeland)
- Jocko Sims (Lloyd Robertson)
- Amanda Schull (Neviah Larkin)
- Henri Lubatti (Phillip Womack)
- John Apicella (Father Patrick)
- Daniel Polo (William)
- Scott Jesic Caudill (Gabe Turner)
- Deborah Rusty Schwimmer (Erica Turner)

### Épisode 15:Séisme
- Canada : 31 mars 2010 sur Global
- États-Unis : 1er avril 2010 sur FOX
- France : 9 septembre 2010 sur M6
- Belgique : 9 novembre 2010 sur RTL-TVI[19]
- Québec : 7 décembre 2010 sur Séries+

- États-Unis : 8,44 millions de téléspectateurs[33] (première diffusion)
- Canada : 1,492 million de téléspectateurs[34]
- France : 4,8 millions de téléspectateurs (première diffusion)

- Noriko Kanda (Riku Iwanaga)
- Michael Trotter (Colin Casey)
- James Madio (Eddie Ceraficki)
- Carla Gallo (Daisy Wick)
- Stephanie Childers (Sophia Meade)
- Wyatt Fenner (Marco)
- Clea DuVall (McKenna Grant)
- Page Kennedy (Stewart Bonder)

### Épisode 16:Première Enquête
- Canada : 7 avril 2010 sur Global
- États-Unis : 8 avril 2010 sur FOX
- France : 16 septembre 2010 sur M6
- Belgique : 9 novembre 2010 sur RTL-TVI[19]
- Québec : 14 décembre 2010 sur Séries+

- États-Unis : 9,99 millions de téléspectateurs[35] (première diffusion)
- Canada : 1,881 million de téléspectateurs[36]
- France : 4,38 millions de téléspectateurs (première diffusion)

- Patricia Belcher (Caroline Julian)
- Eric Millegan (Zack Addy)
- Seth Isler (Juge Myles Hasty)
- Angela E. Gibbs (Jocelyn Arrington)
- Throdore Borders (Tucker Henry)
- Laura Izibor (Gemma Arrington)

### Épisode 17:Le Boucher de Burtonsville
- Canada : 14 avril 2010 sur Global
- États-Unis : 15 avril 2010 sur FOX
- France : 23 septembre 2010 sur M6
- Belgique : 16 novembre 2010 sur RTL-TVI[19]
- Québec : 21 décembre 2010 sur Séries+

- États-Unis : 9,92 millions de téléspectateurs[37] (première diffusion)
- Canada : 1,804 million de téléspectateurs[38]
- France : 4,8 millions de téléspectateurs (première diffusion)

- Michael Grant Terry (Wendell Bray)
- Jenica Bergere (Officer Becky Conway)
- Robert Englund (Ray Buxley)
- Suzy Nakamura (Carrie Turner)
- Victor Webster (Brad Benson)
- Ben Falcone (Andy Pfleuger)
- Megan Hilty (Julie Coyle)
- Aviva Brandes (Anna)
- Shanley Caswell (Dede)

### Épisode 18:L'Océan de la vie
- Canada : 21 avril 2010 sur Global
- États-Unis : 22 avril 2010 sur FOX
- France : 30 septembre 2010 sur M6
- Belgique : 16 novembre 2010 sur RTL-TVI[19]
- Québec : 28 décembre 2010 sur Séries+

- États-Unis : 9,01 millions de téléspectateurs[39] (première diffusion)
- Canada : 1,696 million de téléspectateurs[40]
- France : 4,55 millions de téléspectateurs (première diffusion)

- Diedrich Bader (Andrew Hacker)
- Eugene Byrd (Clark Edison)
- Rena Sofer (Dr Catherine Bryar)
- Myndy Crist (Grace Redmon)
- Tembi Locke (Marilyn Stoddard)
- Toby Meuli (Ben Marcus)
- Ravil Isyanov (Dimitri Vladov)
- Adam Paul (Jazz Gunn)
- Stephen Monroe Taylor (Tad Benedict)
- Noelle Hale (Lucy Alvarez-Rodriguez)

### Épisode 19:Rock'n'Roll turpitudes
- Canada : 28 avril 2010 sur Global
- États-Unis : 29 avril 2010 sur FOX
- France : 7 octobre 2010 sur M6
- Belgique : 23 novembre 2010 sur RTL-TVI[19]
- Québec : 4 janvier 2011 sur Séries+

- États-Unis : 9,28 millions de téléspectateurs[41] (première diffusion)
- Canada : 1,752 million de téléspectateurs[42]
- France : 4,05 millions de téléspectateurs (première diffusion)

- Pej Vahdat (Arastoo Vaziri)
- Tiffany Hines (Michelle Welton)
- Elon Gold (Dr Lidner)
- Josh Todd (Erik Dalton)
- Michael Des Barres (Sinom Graham)
- Molly Morgan (Bebe)
- John Wynn (Gino)
- Steven Hack (Fred Keaton)

### Épisode 20:Le Cercle de Moonwick
- Canada : 5 mai 2010 sur Global
- États-Unis : 6 mai 2010 sur FOX
- France : 14 octobre 2010 sur M6
- Belgique : 23 novembre 2010 sur RTL-TVI[19]
- Québec : 11 janvier 2011 sur Séries+

- États-Unis : 9,05 millions de téléspectateurs[43] (première diffusion)
- Canada : 1,68 million de téléspectateurs[44]
- France : 4,5 millions de téléspectateurs[45] (première diffusion)

- Eugene Byrd (Clark Edison)
- Wade Williams (Sheriff Gus Abrams)
- Jillian Bach (Ember)
- Kate Vernon (Rowan)
- William Stanford Davis (Floyd Barber)
- Peter Holden (Jesse Byrd)
- Chris Ufland (Murray Huddler)
- James Polis (Mario Trivisonno)

### Épisode 21:Le Procès
- Canada : 12 mai 2010 sur Global
- États-Unis : 13 mai 2010 sur FOX
- France : 21 octobre 2010 sur M6
- Belgique : 30 novembre 2010 sur RTL-TVI[19]
- Québec : 18 janvier 2011 sur Séries+

- États-Unis : 9,20 millions de téléspectateurs[46] (première diffusion)
- Canada : 1,419 million de téléspectateurs[47]
- France : 4,08 millions de téléspectateurs (première diffusion)

- Ryan O'Neal (Max Keenan)
- Patricia Belcher (Caroline Julian)
- H. Richard Greene (Juge Dufrey)
- Dave Allen Clark (Newscaster)
- Deirdre Lovejoy (Heather Taffet)

### Épisode 22:La Fuite en avant
- États-Unis /  Canada : 20 mai 2010 sur FOX / Global
- France : 4 novembre 2010 sur M6
- Belgique : 30 novembre 2010 sur RTL-TVI[19]
- Québec : 25 janvier 2011 sur Séries+

- États-Unis : 9,21 millions de téléspectateurs[48] (première diffusion)
- Canada : 1,621 million de téléspectateurs[49]
- France : 4,5 millions de téléspectateurs (première diffusion)

- Patricia Belcher (AUSA Caroline Julian)
- Carla Gallo (Daisy Wick)
- Billy Gibbons (lui-même)
- Skyler James (Dylan)
- Gina Torrecilla (Mom)
- Scott Atkinson (Morgan Finley)
- Ned Vaughn (Col. Dan Pelant)
- Ty Panitz (Parker Booth)
- Deidrie Henry (Elaine Akusta)
- Reginald Ballard (Rocky DeKnight)